# Patinage à roulettes

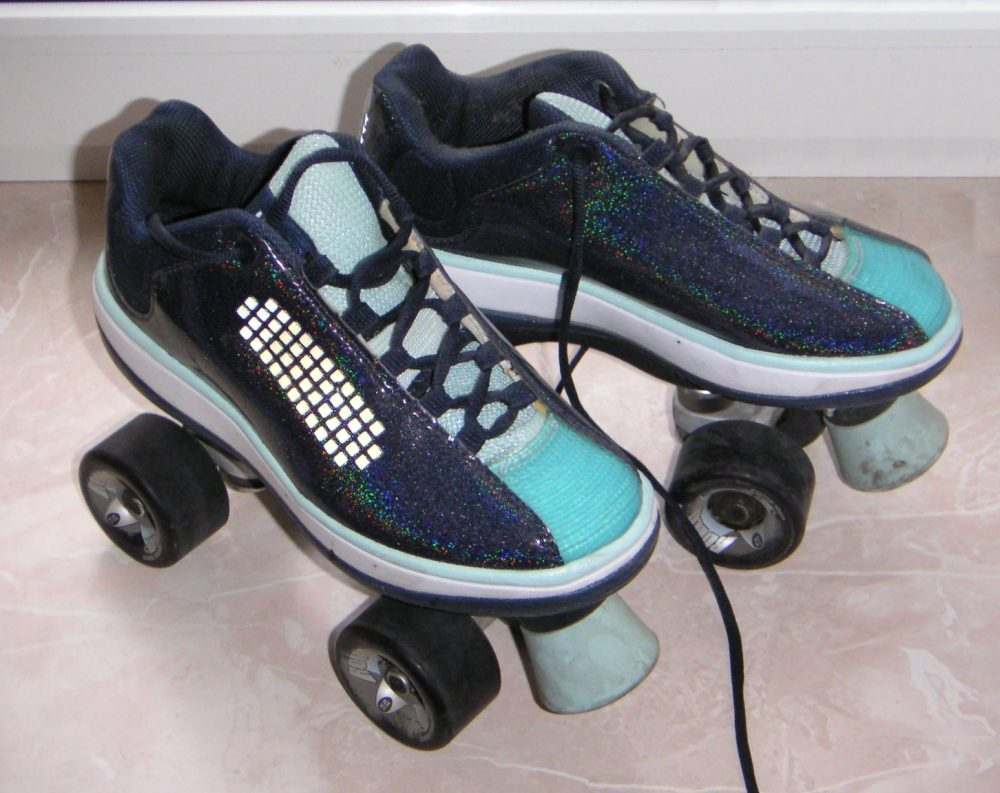
Roller quad.

Le patinage à roulettes ou roller (abréviation de l'anglais roller skating qui signifie « patinage à roulettes »), est un mode de déplacement qui consiste à se déplacer sur des chaussures montées sur roues, appelées patins à roulettes ou rollers.
Ce mode de déplacement peut s'utiliser comme moyen de transport, comme loisir ou encore comme sport ; il donne lieu à différentes disciplines artistiques ou sportives comme le patinage artistique sur roulettes ou le roller hockey, ainsi qu'à l'exécution de figures (tricks) de roller acrobatique ou roller agressif. Dans ce dernier cas, le roller se pratique en skatepark. Les rollers servent aussi à faire des randonnées en famille ou entre amis. En ville, on se déplace en moyenne à 12 km/h.

## Historique

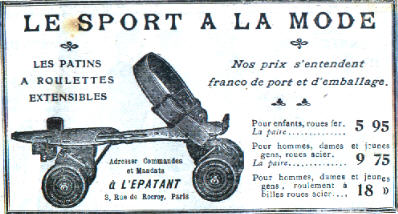
Publicité de 1908 vendant des patins à roulettes extensibles.

Dans un dessin du dernier quart du XVIIe siècle, Jean I Berain décrit dans un aide mémoire (zibaldone) la manière dont était élaboré un spectacle de la Comédie-Italienne et dont était vêtu et équipé Arlequin, qui était chaussé de souliers munis de petites roulettes.
À l'origine du patin à roulettes au XVIIIe siècle, les roues étaient alignées (à la manière des rollers en ligne d'aujourd'hui) en imitation de la lame des patins à glace.
- 1760 : le Belge Jean-Joseph Merlin fixe deux rouleaux en métal sur une plaque de bois, pour remplacer le patin à glace en été.
- 1819 : le Français Petibled conçoit un patin à trois roues en ligne muni d'un butoir en guise de frein. Les patins sont en bois et en métal, le châssis est fixé à la chaussure à l'aide de courroies.
- 1823 : apparition du premier patin à cinq roues (en ligne) en cuivre ou en fonte par l'anglais Robert John Tyers.

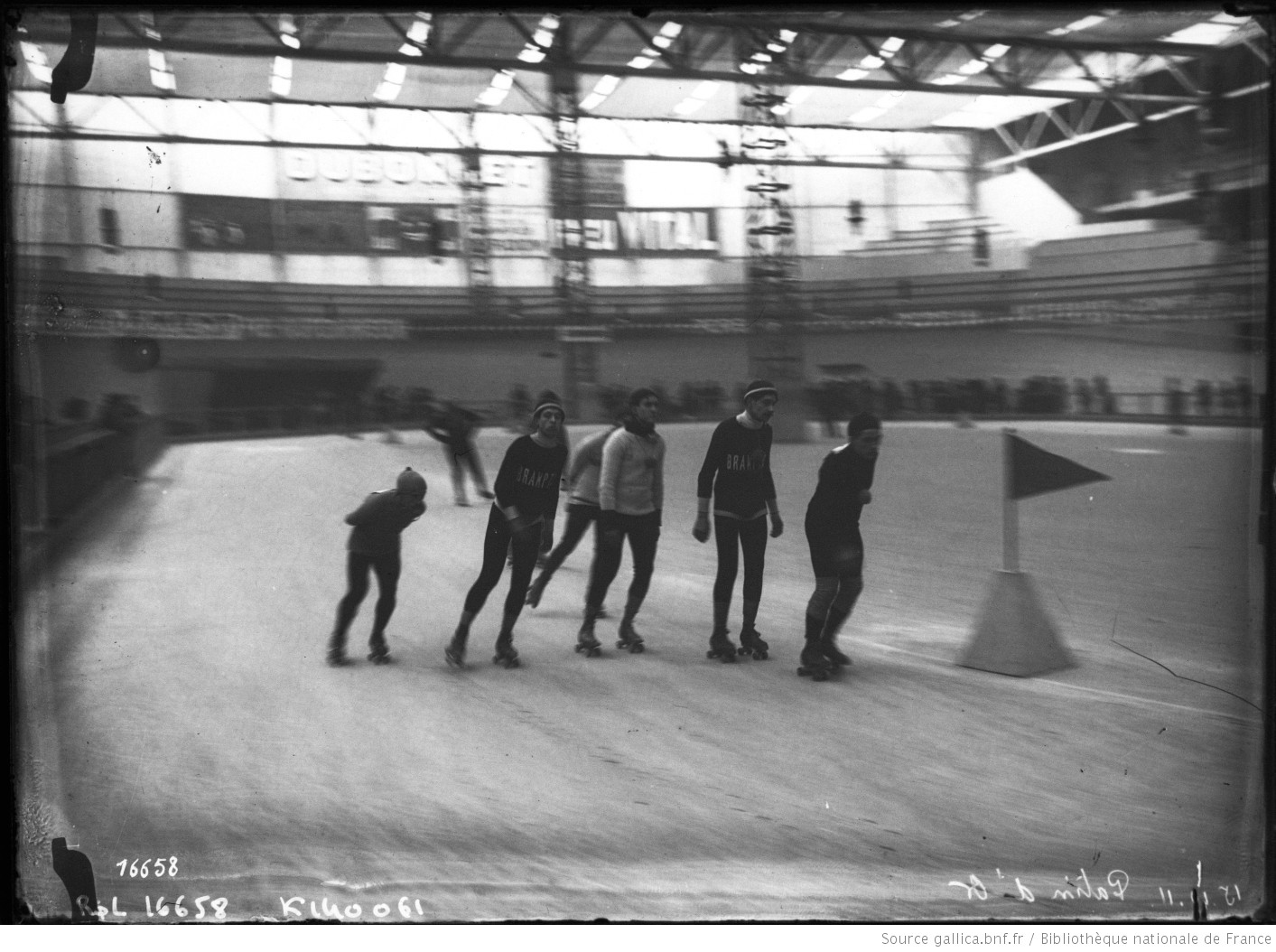
Le Patin d'Or, course de 24 heures courue au Vélodrome d'hiver, 1911.

Les matériaux des roues (souvent en bois) et les revêtements rendaient la configuration en ligne inefficace voire inconfortable, elle a donc été abandonnée au milieu du XIXe siècle au profit d'une configuration en essieux qui a dominé pendant plus de 100 ans.
- 1863 : apparition des patins sur essieux ou quad (brevet déposé par James Plimpton le 4 janvier).
- 1865 : première chaussure solidaire au châssis, d'abord pour le patinage sur glace puis rapidement adopté pour le patinage à roulettes.
- 1876 : l'ouverture d'un hall destiné au patinage à roulettes à Paris déclenche une émeute[4]
- 1877 : construction rue Veydt à Bruxelles de la patinoire (à roulettes) couverte du Royal Skating
- 1884 : adoption des roulements à billes.

Entre la fin du XIXe et le début du XXe siècle on voit apparaître des variantes des patins à roulettes comme les cycles-patins.
- Vers 1905 apparaissent les premiers patins avec train de roues avant et arrière pivotant sur un axe vertical pour faciliter la prise de virage.
- 1969, le Japonais Yoshisada Horiuchi conçoit des patins aux roues alignées entre deux lames de métal[5]. Ils furent initialement imaginés pour permettre l'entraînement de l'équipe de patinage sur glace du Japon en été. Dans le courant des années 1980, grâce aux progrès dans les matériaux (en particulier les roues en polyuréthane), le fabricant RollerBlade introduisit cette forme de patins dans le marché grand public, où elle devint majoritaire.

- 1979 : apparition des roues en polyuréthane

## Les patins
Un patin est composé en général :

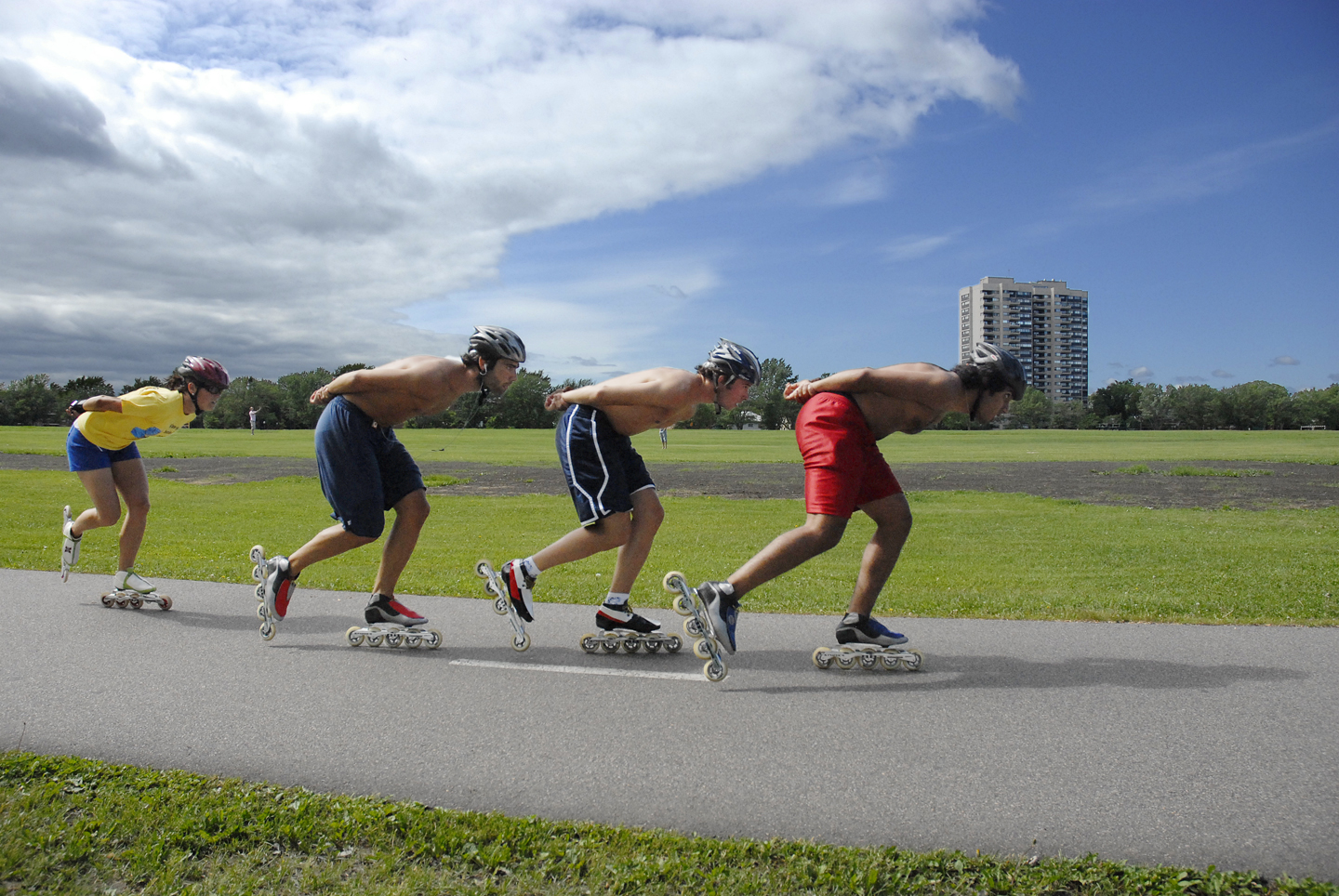
Patineurs sur les Plaines d'Abraham, Québec, juin 2007.

- d'une chaussure (montant au-dessus de la cheville pour assurer le maintien en pratique de loisir) ;
- d'une platine sur laquelle est fixée la chaussure ;
- de roues, montées sur roulements à billes (deux par roue) ;
- d'un spoiler (à l’exception des modèles de course), montant au-dessus de la cheville il renforce son maintien et pivotant au niveau de la malléole, il permet une meilleure flexion de la cheville.

L'architecture et les composants du patin sont adaptés en fonction de la discipline pratiquée.
Cependant, il existe trois grandes familles de rollers :
- les rollers « quad » avec deux roues sous la voûte plantaire et deux roues sous le talon ;
- les rollers en ligne, ou patins à roues alignées, aux roues alignées comme la lame d'un patin à glace. Ils se divisent en plusieurs produits, suivant l'utilisation : vitesse, fitness, hockey ou street, à utiliser sur des rampes en bois ou des modules en acier pour faire des figures acrobatiques ;
- le roller tout terrain : il consiste à ajouter de grosses roues pour descendre les prairies ; ce modèle est très peu utilisé parce qu'il est difficile de s'arrêter.

À la fin des années 1950 la marque Midonn proposait un modèle à trois roues, deux latérales et une au talon.

## Disciplines sportives
Les disciplines se différencient par le matériel et la technique utilisés, ainsi que par la performance recherchée. Les plus connues sont les courses de patin à roulettes et les épreuves de roller artistique.

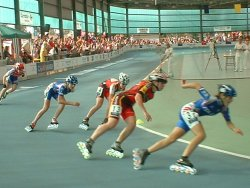
Patinage de vitesse.

### Vitesse
Aller le plus vite possible sur différentes distances (de 100 m à plus de 111 km) ou durées (généralement 6 heures, 12 heures ou 24 heures). Les courses de vitesse se pratiquent sur piste, circuit ou route ; les types de courses sont inspirés de l'athlétisme et du cyclisme. Les courses sont individuelles (contre la montre) ou collectives, elles engagent de quatre à plusieurs milliers de patineurs.
Les compétitions majeures sont la World Inline Cup (coupe du monde des marathons en roller) depuis 2000 et les championnats du monde de vitesse.

### Randonnée

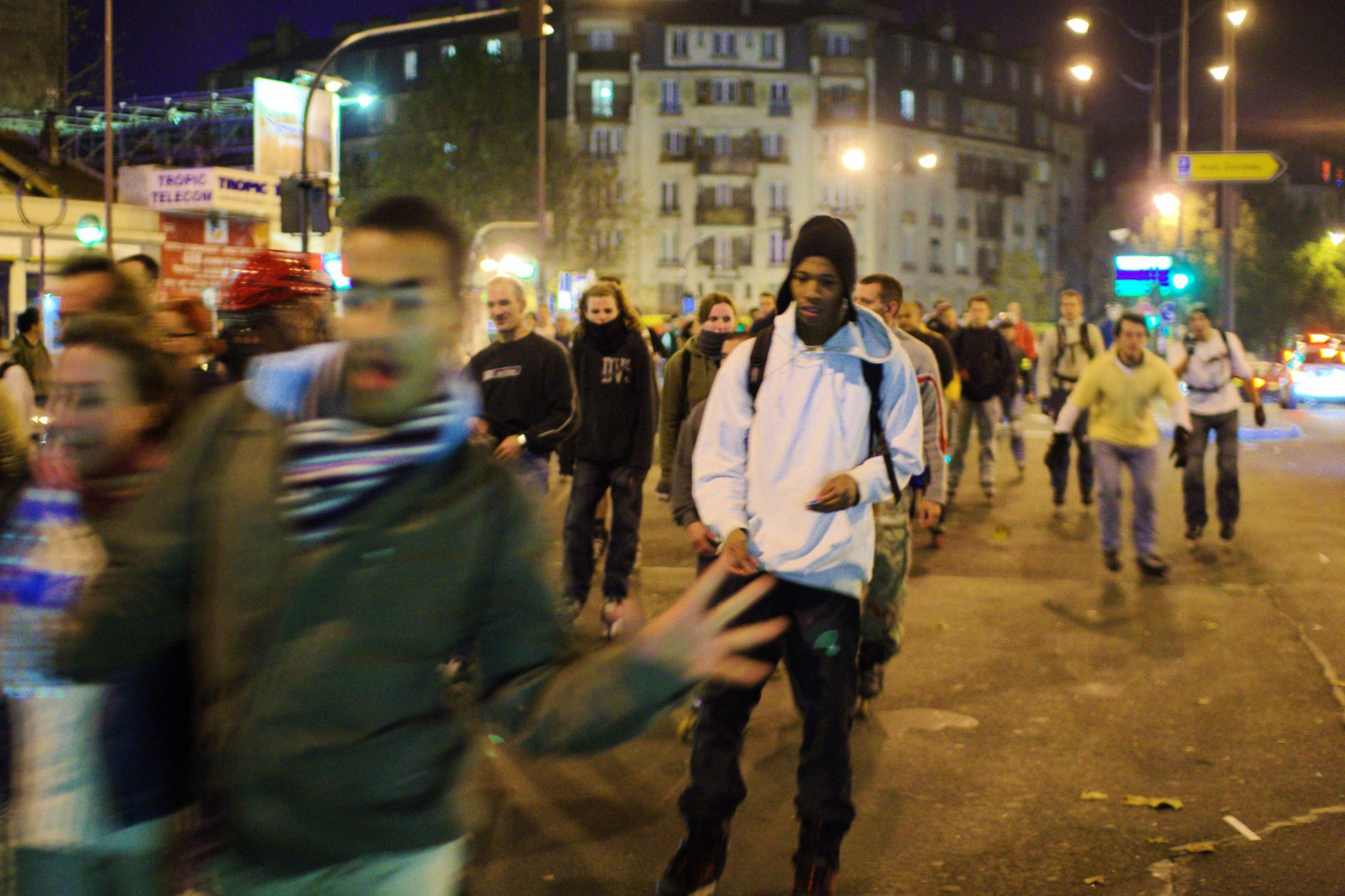
Randonnée de Friday Night Fever à Paris.

La randonnée en roller, on parle aussi de roller loisir ou roller fitness, est la discipline en roller la plus pratiquée. Il s'agit de se promener, seul ou en petit groupe sur les trottoirs ou les routes. Ces randonnées peuvent être spontanées ou institutionnelles. Dans les rues de nombreuses villes, de grandes réunions populaires, généralement encadrées et sécurisées réunissent un très grand nombre de patineurs. À Paris, ces longues promenades se déroulent essentiellement le vendredi soir (sous l'organisation et l'encadrement de l'association Pari-roller) et le dimanche après-midi (sous l'organisation et l'encadrement de l'association Rollers & coquillages). Les grandes randonnées parisiennes sont les plus importantes au monde, réunissant chaque semaine et tout au long de l'année, des milliers, voire des dizaines de milliers de patineurs. À l'exemple de la Friday Night Fever de Paris, le phénomène s'est répandu dans le monde entier et l'on peut désormais participer à des Friday Night Rolls (randonnées du vendredi soir) à Berlin, Londres, New York, Bruxelles, San Francisco…

### Roller derby

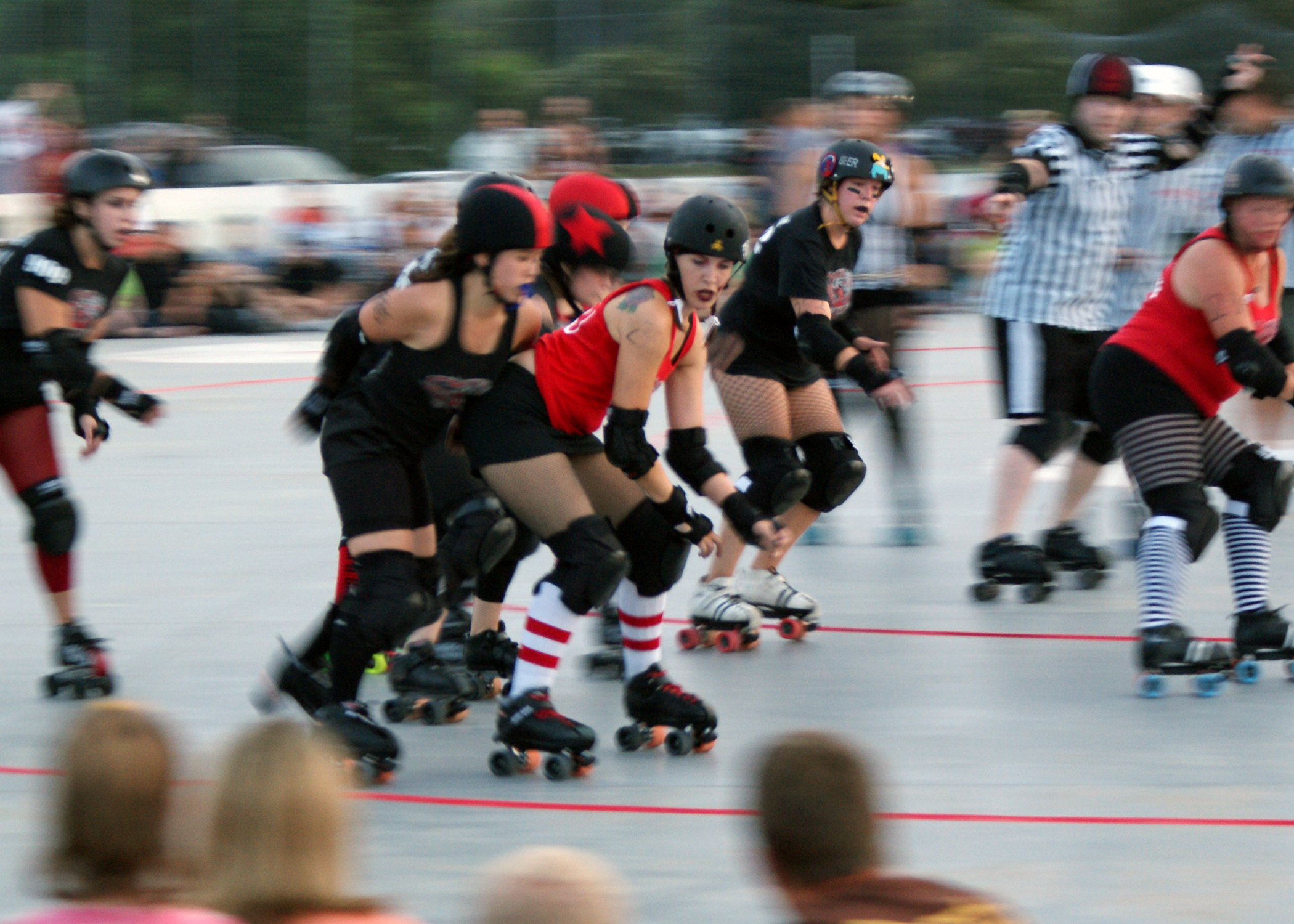
Course de roller derby.

Le roller derby est une course agressive utilisant des patins sur essieux et se jouant sur une piste ovale. Ce sport de contact est d'origine américaine et majoritairement pratiqué par les femmes. Le but du jeu étant de désigner une joueuse et de réussir à dépasser en un laps de temps donné les joueuses adverses sans se faire projeter au sol. Le roller derby est désormais un sport international en croissance rapide avec des ligues partout dans le monde.

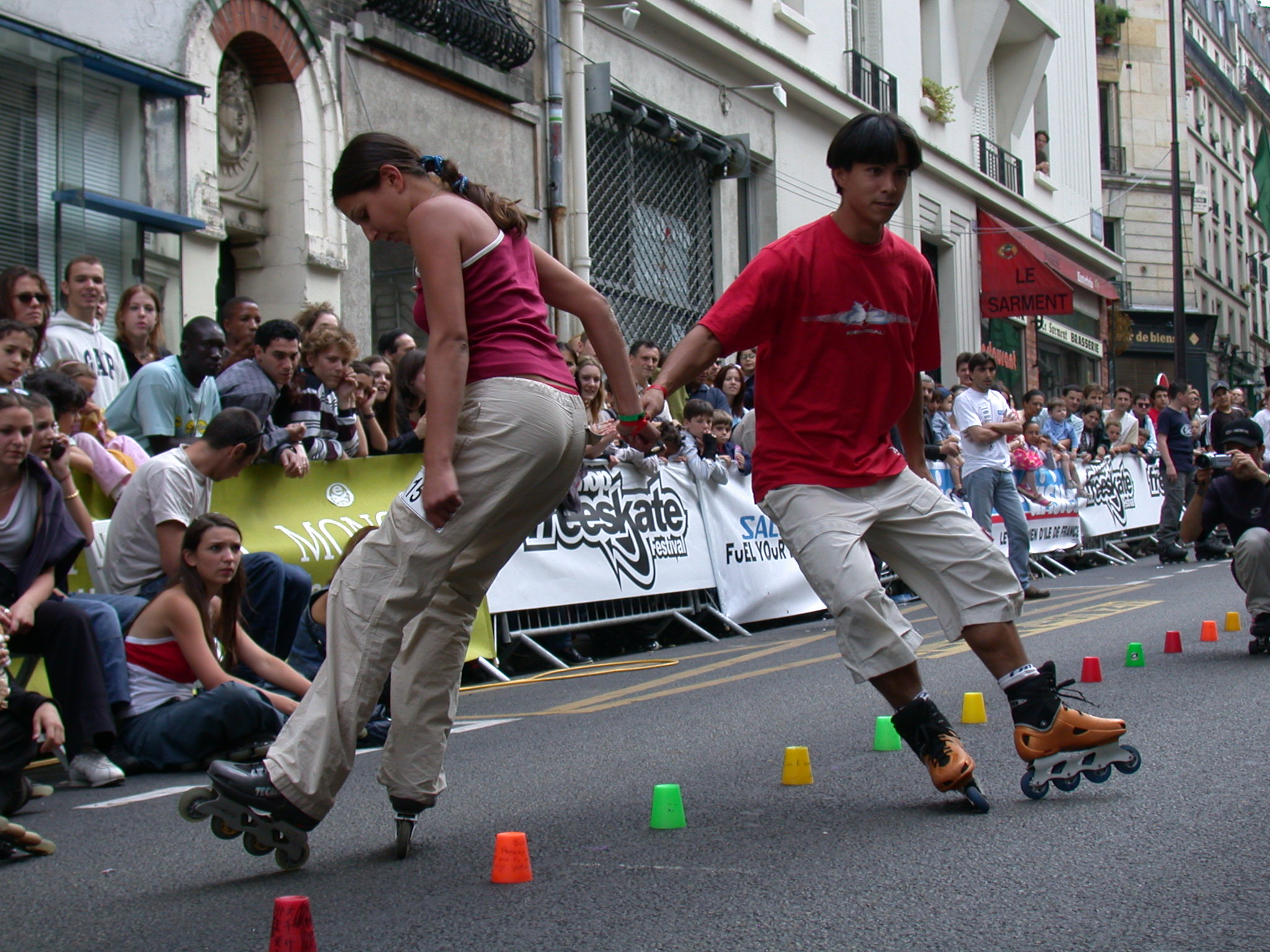
Roller acrobatique (slalom).

### Roller acrobatique
Le roller acrobatique regroupe toutes les disciplines du roller basées principalement sur la technique. La puissance physique est indispensable mais est en général secondaire. Ces disciplines se pratiquent généralement en plusieurs passages ou run (en entraînement comme en compétition). Le roller se pratique aussi bien dans les skatepark que dans la rue (street).

#### Le slalom
Slalom figure (ou « slalom freestyle »), slalom vitesse (ou « speed slalom ») : 
- Le slalom figure se réalise sur surface plane avec deux rangées de 20 plots (espacés de 50 cm sur la première rangée et espacés de 80 cm sur la deuxième rangée) et une rangée de 14 plots (espacés de 120 centimètres). Il faut éviter les plots en marche avant, en arrière, sur le côté, sur une ou plusieurs roues pendant 90 secondes avec de la musique.

- Le slalom vitesse : deux patineurs doivent s'affronter sur une rangée de 20 plots d'un espacement de 80 cm sur chaque rangée. Le vainqueur est le plus rapide et qui ne touche pas les plots (pénalités).

#### Le saut en roller
Le high jump et le « saut figure » utilisent une rampe droite (tremplin droit), la « hauteur pure » se pratique en détente sèche sans aucun tremplin.
On citera comme figures de saut avec tremplin les plus connues : le saut papillon, qui consiste à sauter l'extérieur du pied gauche vers la gauche et l'extérieur du pied droit vers la droite ; le saut groupé, jambes repliées vers la gauche ou la droite ; le saut freestyle, pour lequel seule la bonne réception importe.
Cette pratique peut provoquer un tassement de la colonne vertébrale si on se reçoit mal ou que le patin n'est pas équipé d'éléments amortissant les chocs. Elle requiert de l'habileté technique.

#### L'agressif

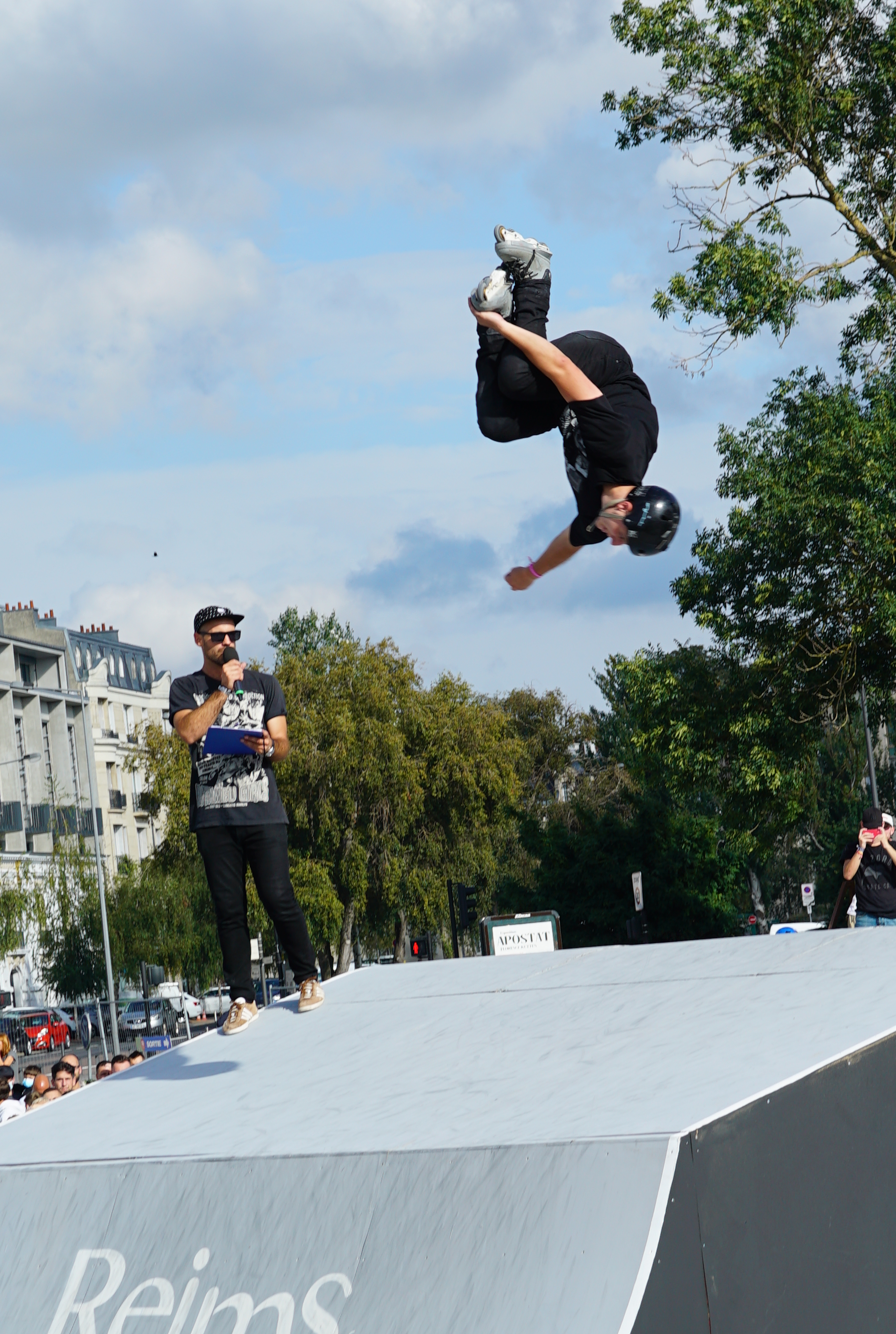
Figure dans un skatepark.

Le roller street (agressif, freestyle rolling ou stunt) se pratique en rampe (les U), en skatepark ou dans la rue. Les tricks (« figures ») nécessitent une certaine patience et un entraînement certain pour être réussis.
Les patins sont équipés de coque robuste, à platine basse pour la stabilité, composés de roues à petit diamètre ayant un profil rond presque carré (contrairement aux roues des autres disciplines qui sont elliptiques et plus grandes).
Les patins sont généralement à 4 roues pour la rampe et à 2 roues afin de faciliter les grinds en park et en street.
Il existe différentes hauteurs de spoiler (partie haute de la coque) parfois coupé en V pour gagner en souplesse.
Les roues font parfois l'objet de modifications selon les pratiques : montées en « banane » (forme en V) pour les orientations slalom/freestyle, ou en flat pour le street ou le skatepark.

#### Leshuffle
Également appelé cess-slide, consiste à effectuer des figures au sol en faisant déraper ses roues ou ses platines à grande vitesse. Ce n'est pas une discipline mais une des figures communes dans les autres disciplines (slalom, freeride, acrobatique).

#### Lefreeride
Émergé dans les années 2000, un mélange de toutes les disciplines (randonnée, acrobatique, slalom), c'est une pratique multidisciplinaire assez libre (free) où l'on peut choisir de pratiquer les figures selon l'environnement urbain.
Le patin se caractérise par une platine haute comme en fitness mais d'une botte donnant la possibilité d'effectuer quelques figures de street et possédant des maintiens latéraux, des aérations sur la coque. Les platines des patins freeride sont généralement assez courtes pour plus de maniabilité.
Les patins de la discipline street et rampe se caractérisent aussi par une modification accrue : ajout d'accessoires esthétiques ou techniques.
Avec la récente technique UFS l'interchangeabilité des platines font qu'elles sont utilisables par les autres disciplines.

### Artistique et danse
Ces deux disciplines s'apparentent au patinage artistique et à la danse sur glace :
- le roller artistique ;
- la danse en roller, pratiquée en solo ou en couple. Elle consiste en une démonstration de la qualité de patinage et d'interprétation des patineurs.

### Hockey

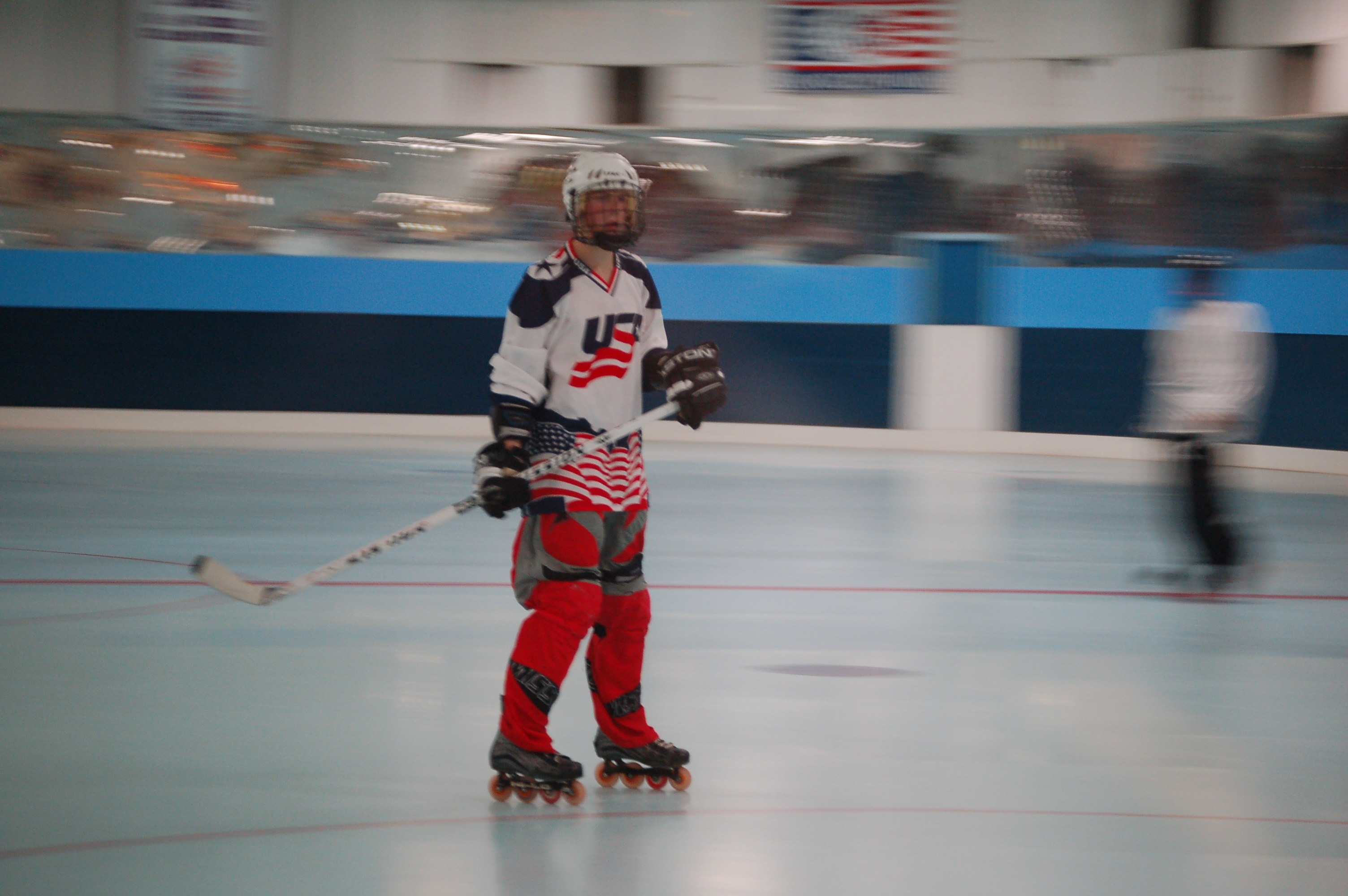
Joueur de roller in line hockey.

À la différence du hockey sur glace, la pratique interdit tout contact physique violent.
- le  rink hockey  se pratique en roller quad spécialement modifiés pour permettre plus de réactivité et faciliter les déplacements brusques.

- le roller in line hockey se pratique en roller in-line, le jeu est similaire à la version en glace hormis pour les contacts physiques, le nombre de joueurs (5+1 gardien sur glace, 4+1 en roller hockey)

### Les autres disciplines
- la descente, ou downhill, est une course qui s'effectue sur des pentes plus ou moins raides, en un minimum de temps ;
- le boardercross, ou bladercross, est une course de vitesse sur un parcours avec obstacles artificiels (rampes, modules, etc.) ;
- le roller tout terrain, tracté ou non ;
- le rollersoccer variante du football en roller.

## Les caractéristiques techniques

### Les roues
Les roues ont un diamètre qui dépend de la discipline pratiquée : 72 mm (loisir ou hockey) à 110 mm pour les courses de vitesse. On trouve également des roues de 125 mm, non acceptées en compétition fédérale.
Plus les roues sont grandes, plus elles permettent de rouler vite et plus elles conservent de l'inertie. Par contre elles demandent plus d'efforts pour lancer le patin et altèrent la maniabilité.
À l'inverse, les petits diamètres sont plus maniables, mais moins véloces. On les retrouve dans les pratiques acrobatiques (street, slalom, etc.) et au hockey.
La dureté des roues est mesurée sur une échelle de 0 à 100 (100 étant la dureté la plus forte). En roller les duretés sont généralement notées sur l'échelle A de 74 à 100 (74A, 78A, 82A, 88A et 100A).
Une roue tendre (en deçà de 82A) présente plus d'accroche et s'usera plus vite. Une roue dure (82A et plus) sera plus rapide et s'usera moins vite, tout en étant plus glissante, notamment dans les virages à grande vitesse ou sur sol humide.

### La platine
Plus elle est courte et basse, plus elle est maniable et nerveuse. Sa longueur détermine généralement la taille des roues qu'il est possible d'y monter.
Les platines peuvent être en matière plastique (roller fitness ou street), en aluminium, ou en carbone. Les platines en aluminium étant les plus répandues.
Le nombre de roues prévues pour une platine dépend de la discipline. On peut ainsi trouver des modèles :
- à deux roues sont utilisées en roller tout terrain et en freestyle ;
- à trois roues, permettant de monter en diamètre tout en gardant une platine relativement basse, en randonnée ou en vitesse ;
- à quatre roues, le standard actuel ;
- à cinq roues, généralement en roller descente, permettant d’accroître les appuis et l'accroche ;
- à six roues, configuration anecdotique, très peu maniable, destiné à la descente en ligne droite.

### Les roulements
Les roulements de roller sont généralement classifiés par la norme ABEC. Même si celle-ci n'est pas adaptée, elle reste une référence utilisée par la quasi-totalité des fabricants de roulements. Il est communément admis que plus l'indice ABEC est élevé, meilleur est le roulement, mais c'est une erreur : la norme ABEC définit la côte de tolérance des roulements à billes (taille et perfection de la sphère), et non la qualité globale du roulement ; l'absence de référence au matériau utilisé ne permet de lier un indice ABEC seul à la qualité du roulement (longévité, roulage, résistance).